# مئة مرقش ومرقش (مسلسل)
مئة مرقش ومرقش (بالإنجليزية: 101 Dalmatians: The Series) هو مسلسل رسوم متحركة أمريكي عُرض من 1 سبتمبر 1997 إلى 4 مارس 1998 على تحالف ديزني-كيلوج وشبكة أيه بي سي. أنتجته شركتا ديزني تيليفشن أنيمايشن وجمبو بيكتشرز، وهو مستوحى من فيلم الرسوم المتحركة الذي يحمل الاسم نفسه من إنتاج ديزني عام 1961. تم دبلجته بالعربية.

## وصلات خارجية
- مئة مرقش ومرقش على موقع IMDb (الإنجليزية)
- مئة مرقش ومرقش على موقع روتن توميتوز (الإنجليزية)
- مئة مرقش ومرقش على موقع كينوبويسك (الروسية)
- مئة مرقش ومرقش على موقع ألو سيني (الفرنسية)
- مئة مرقش ومرقش على موقع قاعدة بيانات الفيلم (الإنجليزية)